# Bingham Canyon Mine
Die Bingham Canyon Mine, auch lokal bekannt als Kennecott Copper Mine, ist ein Tagebau, der eine der größten Porphyrischen Kupferlagerstätten der Welt in den Oquirrh Mountains, südwestlich von Salt Lake City, Utah, nutzt. Der Tagebau ist eine der größten menschengemachten Gruben der Welt. Er gehört der Rio Tinto Group, einem internationalen Bergbaukonzern mit Hauptquartier in London. Die Kupfererzeugung wird mit Hilfe der Kennecott Utah Copper Corporation durchgeführt, welche außer dem Tagebau auch ein Hüttenwerk, eine Aufbereitungsanlage und eine Kupferraffinerie betreibt. Der Tagebau wird seit 1906 betrieben und umfasst 770 Hektar. Er ist über 1.200 m tief und 4 km breit. Die Bingham Canyon Mine wurde im November 1966 als Stätte in das National Register of Historic Places eingetragen. Damit verbunden war noch am gleichen Tag die Anerkennung als National Historic Landmark unter den Namen Bingham Canyon Open Pit Copper Mine.  Im April und September 2013 ereigneten sich Hangrutsche.

## Geschichte
1848 wurde erstmals Kupfererz im Bingham Canyon von den zwei Brüdern Sanford und Thomas Bingham entdeckt, die hier das Vieh ihres Vaters Erastus Bingham, eines mormonischen Siedlers, weideten. Sie meldeten ihren Fund ihrem Anführer Brigham Young, der sich gegen den Abbau der Erze entschied, da ihm zu dieser Zeit Überleben und Konsolidierung ihrer neuen Siedlung wichtiger erschienen. Die Brüder folgten diesem Entschluss und steckten keinen Claim ab. Im Jahre 1850 zog die Bingham-Familie in das heutige Weber County, der Canyon behielt aber weiter ihren Namen.

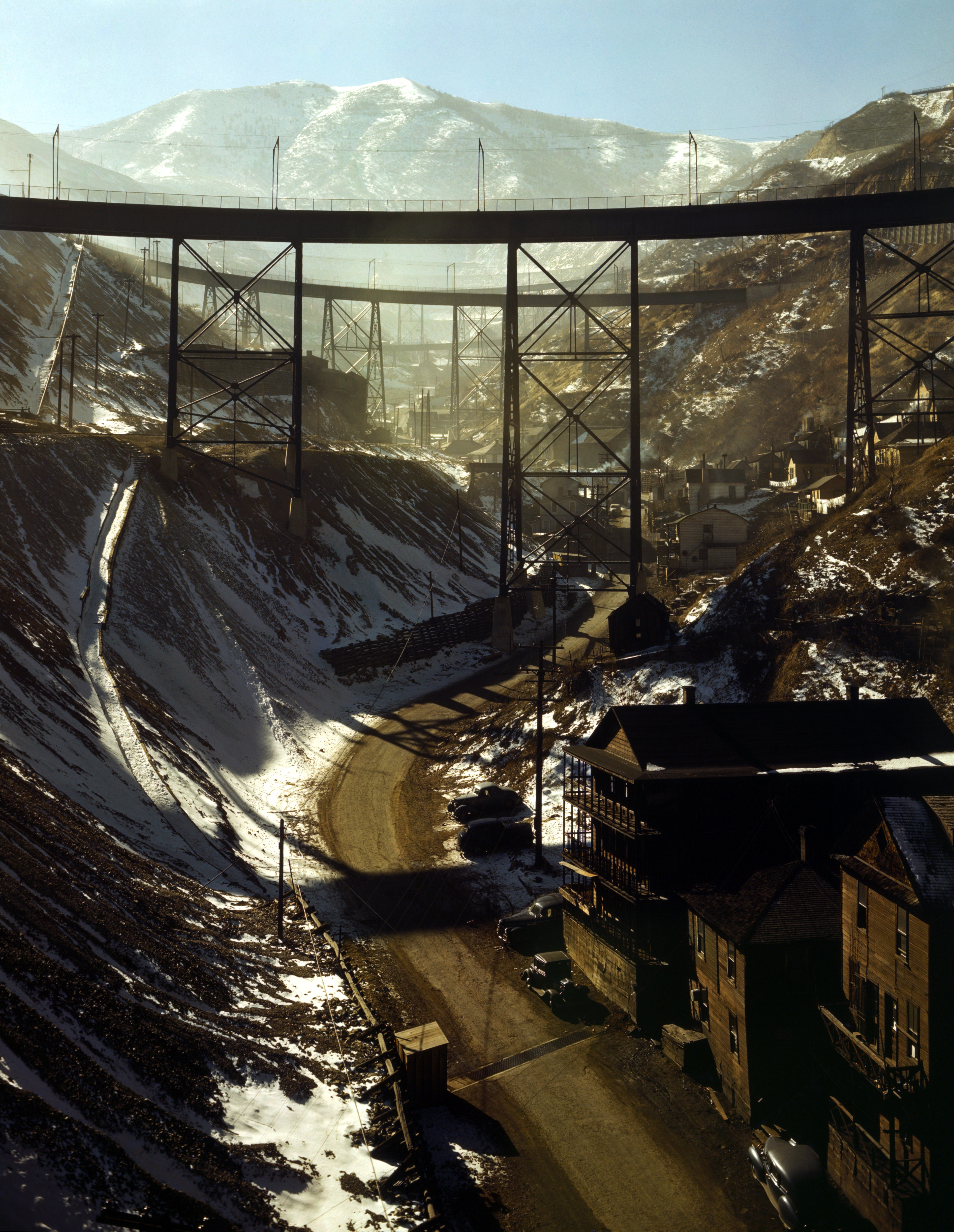
Bingham Canyon Mine im November 1942. Der Carr Fork Canyon von der „G“ Brücke aus gesehen.

Es dauerte bis zum 17. September 1863, dass ein Abbau des Erzes begann und man sich immer mehr des Potentiales der Lagerstätte im Canyon bewusst wurde. Dies war, als George B. Ogilvie und 23 andere den „West Jordan Claim“ absteckten, kurz darauf folgte der Vidette-Claim. Zuerst war der Bergbau auf die Goldseifen und die Blei-Silber-Kupfer-Reicherze begrenzt. Porphyrische Kupferlagerstätten benötigen zur Nutzung Aufbereitung und gute Transportmöglichkeiten, die erst durch das Erreichen des Geländes durch die Eisenbahn 1873 bestanden.
Durch Enos Andrew Wall wurde ab 1887 die Lagerstätte besser untersucht; seine ausführlichen Testschürfe und Stollen auf seinem 200 Hektar umfassenden Claim zeigten Erze mit einem durchschnittlich zweiprozentigen Kupfergehalt an.
Die Schächte im 19. Jahrhundert waren relativ klein und es dauerte bis zum Ende des Jahrhunderts, bis es zu einer großflächigen Nutzung der Lagerstätte durch einen Tagebau kam. Im Jahre 1896 kauften Samuel Newhouse und Thomas Weir die Highland Boy Mine, welche reich an Kupfer, Silber und Gold war. Zusammen mit Investoren aus England gründeten sie die Utah Consolidated Gold Mines, Ltd.; weiterhin wurde die Boston Consolidated Gold and Copper Co., Ltd. gegründet, um die ärmeren Erze der umgebenden Grundstücke zu nutzen.
Eine weitere bedeutende Entwicklung fand 1903 statt, als Daniel C. Jackling und Enos A. Wall die Utah Copper Company gründeten, die umgehend mit dem Bau einer Erzaufbereitung in Copperton begann, das sich noch immer unmittelbar am Ausganges des Canyons befindet.
Der Erfolg der Utah-Copper-Gesellschaft im Abbau des großen Erzkörpers im Bingham Canyon lag an Jackling’s 1904 getroffenen Entscheidung in der Nutzung eines Tagebaues sowie vor allem dem intensiven Gebrauch von Dampfbaggern und Eisenbahnen. Der Tagebau wurde zum Paradebeispiel der „Eisenbahn-Tagebau-Operation“ und der industrielle Komplex – bestehend aus dem Tagebau und dem ASARCO-Hüttenwerk – wurde zum größten industriellen Bergbaukomplex der Welt im Jahre 1912.
Utah Copper und Boston Consolidated fusionierten 1906, als die beiden Tagebaue sich annäherten. Die Kennecott Copper Corporation, welche die reichen Kupfergruben in Kennecott in Alaska betrieb, kaufte 25 Prozent der Anteile dieser Gesellschaft; bis 1923 wurde dieser Anteil auf 75 Prozent erhöht.
Die Bingham-Canyon-Mine expandierte rasch und ab den 1920er-Jahren war sie ein wichtiger Wirtschaftsfaktor der Region. Bis zu 15.000 Menschen verschiedener Ethnien lebten im Canyon in Arbeitersiedlungen, die auf den steilen Hängen errichtet wurden. Als im Zuge der Expansion der Tagebau die Siedlungen verschluckte, nahm die Bevölkerung rasch ab. Im Jahre 1980 wurde Lark abgerissen, einzig Copperton am Ausgang des Bingham Canyons mit einer Bevölkerungszahl von 800 blieb erhalten.
Die 21 getrennten Bergbaugesellschaften des Jahres 1911 konsolidierten sich auf zwei im Jahre 1970, nämlich Kennecott und The Anaconda Minerals Company. Im Jahre 1985 wurde der Betrieb des Tagebaus von Kennecott’s Utah Copper erstmals gestoppt und im Jahre 1986 entdeckte Kennecott Gold im nahen Barney’s Canyon, das dort für wenige Jahre abgebaut wurde.
Die Kennecott Copper Corporation wurde 1981 von Sohio aufgekauft und der Tagebau wurde 1987 durch BP-Minerals wiedereröffnet. 1983 kaufte Rio Tinto Group den Tagebau, modernisierte ihn und die Aufbereitung sowie das Hüttenwerk.
Die neuen Besitzer stellten den Tagebau von Gleis- auf Bandförderung um. Dies führte zu einer Kostenreduktion von 30 Prozent und machte den Tagebau wieder profitabel.

## Erdrutsche
Am 10. April 2013 ereignete sich um 21.30 Uhr ein Erdrutsch im Tagebau. Dies war der größte nichtvulkanische und nicht von Erdbeben ausgelöste Erdrutsch in der modernen Geschichte Nordamerikas. Etwa 65 bis 70 Millionen Kubikmeter Gestein rutschten in den Tagebau hinein. Da man erkannt hatte, dass die steilen Böschungen des Tagebaus ein hohes Risiko für Hangrutsche darstellen, wurde ein interoferimetrisches Radarmesssystem eingerichtet, um die Stabilität des Untergrundes zu überwachen. Als Ergebnis aus Warnungen durch das Monitoringsystem wurden die Arbeiten im Tagebau am Tag vor dem Erdrutsch eingestellt, daher gab es weder Verletzte noch Tote. Es wurde erwartet, dass der massive Erdrutsch die Kupferproduktion um 100.000 Tonnen verringern würde. Ein zweiter Erdrutsch am 11. September 2013 führte zur Evakuierung von 100 Bergleuten.

## Geologie

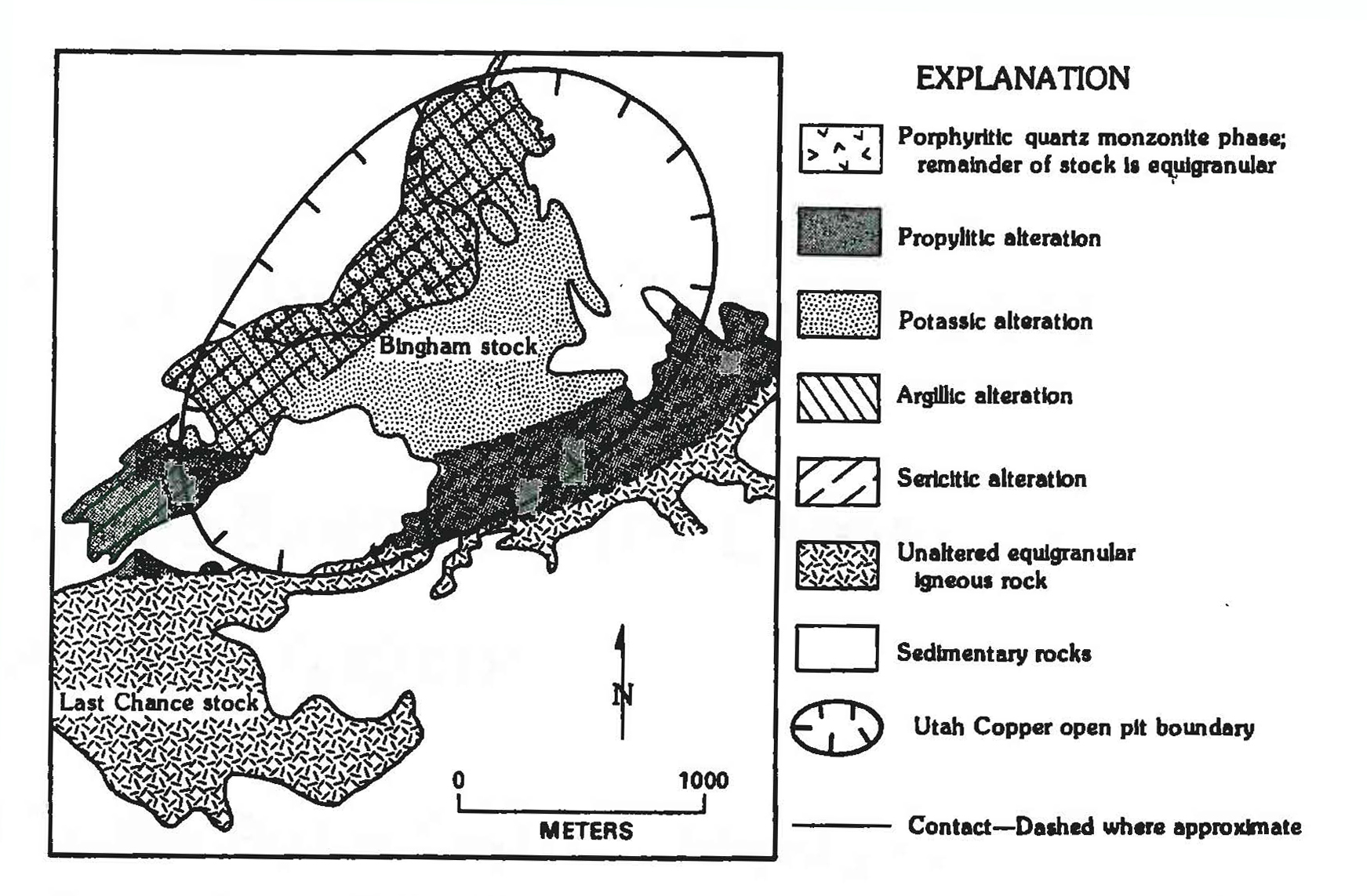
Geologische Karte über die Intrusion und den Alterationzonen

Der Bingham-Canyon-Erzkörper liegt in der Bingham-Decke und ist eine porphyrische Kupferlagerstätte, die durch eine Quarz-Monzonit-Intrusion in Sedimentgesteinen gebildet wurde. Der Erzkörper zeigt ein konzentrisches Alterationsmuster und eine mineralogische Zonation um die Bingham-Intrusion. Diese Zonen beinhalten einen zentralen Kern, der Magnetit enthält, der durch eine Molybdänit-Zone arm an Kupfer gefolgt wird, diese geht in eine hochgradig kupferhaltige Bornit-Chalkopyrit-Gold-Zone über, darauf folgen eine Pyrit-Chalkopyrit-Zone, dann eine Pyrit-Zone und als äußerste eine Zone reich an Blei- und Zinkerzen.
Strukturgeologisch wurden in der Kreidezeit während der Sevier-Orogenese spätpaläozoische Gesteine über den präkambrischen Kraton geschoben. In diese Gesteine intrudierten später Granitoide, dieses Intrusionsereignis ist für die Bildung der Erzlagerstätten verantwortlich.
Kupfer- und molydänhaltige Sulfidminerale sind im Intrusionskörper und in den angrenzenden Skarn fein verteilt. Das stratigraphisch wichtigste Gestein im Bingham Canyon ist die Bingham Mine – Formation der Oquirrh-Gruppe, bestehend aus Sandstein, Quarzit und Kalkstein des Oberen Pennsylvaniums. Der Ursprung der Erze der zentralen Zone sind hydrothermale Lösungen des Intrusionskörpers selbst, während die Erze der umgebenden Erzadern und der Lagerstätten im Sedimentgestein beim Aufeinandertreffen der magmatischen hydrothermalen Lösungen und meteorischen Wässern ausgefällt wurden.

## Produktionsgeschichte
Die Kennecott’s Bingham-Canyon-Mine ist eine der größten menschgemachten Gruben der Welt und gilt als eine der wenigen von anthropogenen Strukturen der Erde, die ohne Hilfsmittel von der Raumstation ISS sichtbar sind. Sie beschäftigt um die 1800 Arbeiter und Angestellte sowie hunderte von Subunternehmern. Täglich werden ungefähr 400.000 Tonnen Erz abgebaut; dies gelingt mit Hilfe von elektrifizierten Schaufelbaggern, die in einem Arbeitsschritt 89 t Aushub in einen der 231 t fassenden Muldenkipper laden können. Im Einsatz befindet sich eine Flotte von 64 Muldenkippern. Sie kippen das Erz auf Förderbänder, die es zur Aufbereitungsanlage in das 8 km entfernte Copperton bringen.
Im Jahre 2010 war Kennecott Utah Copper der zweitgrößte Kupferproduzent der Vereinigten Staaten und deckte 13–18 % des US-Kupferjahresbedarfes ab. Der Tagebau ist mit einer Jahresförderung von 17 Millionen Tonnen eines der produktivsten Kupferbergwerke der Welt. Jedes Jahr produziert Kennecott etwa 270.000 Tonnen Kupfer, 9.100 Tonnen Molybdän, 12,4 Tonnen Gold und 124 Tonnen Silber. Auf der Rangliste der größten Kupferminen der Welt belegte der Bingham Canyon im Jahr 2018 nach Fördermenge den 18. Platz.
Der damalige Betriebsplan war bis 2019 konzipiert. Rio Tinto hat Studien zur Vergrößerung des Tagebaues erstellt, dabei soll er 300 m nach Süden vergrößert werden, dies würde seine Lebensdauer bis in die 2030er-Jahre verlängern. Dieser Plan muss vom Verwaltungsrat von Rio Tinto genehmigt werden und benötigt noch mindestens 25 umweltrechtliche Genehmigungen.

### Weitere wissenswerte Fakten zur Produktionsgeschichte
Bis 2004 wurden aus den hier geförderten Erzen mehr als 15 Millionen Tonnen Kupfer, 386.000 t Molybdän, 5.900 t Silber und 715 t Gold gewonnen. Der Wert der geförderten Metalle der Bingham-Canyon-Mine ist größer als der der Goldräusche der Comstock Lode, am Klondike und in Kalifornien zusammen. Bergwerke in Chile, Indonesien, Arizona und New Mexico überschreiten heute die Produktionsraten der Bingham-Canyon-Mine. Der Wert der 2006 in der Bingham-Canyon-Mine abgebauten Metalle betrug 1,8 Milliarden Dollar.

### Aufbereitungsprozess der Erze
Das geförderte Erz wird im Kennecott Smelter im nahen Magna, Utah aufbereitet. Das Erz läuft durch einen Erzkonzentrator, bei dem es in großen Erzmühlen zu Pulver zermahlen wird. Durch Flotation wird das taube Gestein vom Metall getrennt, das als 28-prozentiges Kupferkonzentrat mit geringem Gehalt an Silber, Gold, Molybdän, Platin und Palladium auf dem Flotationsbad schwimmt. Eine selektive Flotation trennt in einem weiteren Arbeitsschritt die Molybdänminerale von den Kupfermineralen.
Die gefilterte Konzentratsuspension wird durch eine 27 km lange Leitung zum Hüttenwerk geleitet, wo sie getrocknet und dann zusammen mit Sauerstoff in einen Schwebeschmelzofen geblasen wird, damit das im Schlamm auch enthaltene Eisen und Schwefel oxidiert und ausfällt. Während das oxidierte Eisen abgeschöpft wird, wird das gasförmige Schwefeldioxid zu einer weiteren Anlage geleitet, wo es zu Schwefelsäure aufbereitet wird.
Zurück bleibt geschmolzenes Kupfersulfid – auch Kupferstein genannt. Der 70%ige Kupferstein wird mit Wasser abgelöscht, bis sandgroße Partikel entstehen, diese werden wiederum mit Sauerstoff in den Schwebeschmelzofen injiziert, der 98,6 % reines Kupfer produziert. Dieses Kupfer wird zu 320 kg schweren Anodenplatten gegossen und zur Raffinerie transportiert.
In der Raffinerie werden die Anodenplatten flachgewalzt und dann abwechselnd mit Kathodenblättern aus rostfreiem Stahl zusammengepresst. Roboter platzieren die miteinander verbundenen Platten in ein mit saurem Elektrolyt gefülltes Becken. Während diese Becken unter Strom gesetzt werden, lösen sich die Anoden langsam auf; dabei werden Kupferionen freigesetzt, die sich an den Kathoden als hochreines (99,99 %) Kupfer absetzen.
Verunreinigungen und Edelmetalle sammeln sich an der Basis der Elektrolytzellen als „Anodenschlamm“. Durch laugen mit Chloridlösungen werden Gold und Silber gewonnen und in Induktionsöfen aufbereitet.

## Einfluss auf die Umwelt
Nach Meinung von Ökologen hat der Tagebau nachteilige Auswirkungen auf den Lebensraum von Fischen und wilden Tieren sowohl durch Luft- als auch Wasserverschmutzung und ist eine Gefahr für die Gesundheit der Bevölkerung. Verschiedene Bundesbehörden, die sich um die Umwelt sorgen, haben strikte gesetzliche Vorgaben eingeführt, damit die diversen Gesellschaften des Betreiberkonzerns die Auflagen zum Umweltschutz einhalten. Seit den 1990er-Jahren hat der Betreiberkonzern mehr als 400 Millionen Dollar aufgewendet, um die betroffenen Flächen zu säubern, damit sie nicht auf der Liste der Superfund National Priorities (NPL) landen, was schärfere und vor allem teurere Maßnahmen zur Folge hätte.
Im Jahre 1990 wurde beim Bau von Wohnhäusern auf ehemaligen Überschwemmungsflächen entdeckt, dass die Böden stark mit Blei und Arsen kontaminiert sind. Bemühungen, die über 100 Jahre angesammelten Verschmutzungen zu reinigen, begannen in den 1990er-Jahren und werden bis heute unter der Aufsicht des Utah Department of Environmental Quality und von Bundesbehörden fortgesetzt.
Die EPA listet „Kennecott South Zone/Bingham“ auf ihrer Superfund-Website, da es als mögliche Superfund Site im Jahre 1994 vorgeschlagen wurde. Die South Zone enthält den Bingham-Mining-District in den Oquirrh Mountains, der den Tagebau, die Abraumhalden, das Copperton-Hüttenwerk sowie mehrere historische Bergwerke umfasst. Die Bergbaugesellschaft vermied durch freiwilliges Säubern von verschmutzten Ländereien die Listung in der National Priority List. Durch das Entfernen von 25 Millionen Tonnen Abraum und dem Konzentrieren und Verkappen der schwefelhaltigen Schlacken auf dem Tagebaugelände wurde der Listungsvorschlag der South Zone 2008 zurückgezogen.

### Zeitraum von 1900 bis 1909
Im Jahr 1904 gab es im Salt Lake Valley drei Kupferhütten und eine Bleihütte; deren Abgase führten zu einer starken Schädigung der landwirtschaftlichen Produktion in den umgebenden Ländereien. Im darauffolgenden Winter verklagten die gemeinsam auftretenden Bauern der Umgebung erstmals die Hüttenwerke vor dem Bundesgericht des Bundesstaates Utah. Als Urteil dieser Klage wurde den Hüttenwerken 1906 durch das Bundesgericht verboten, Erze mit mehr als 10 Prozent Schwefel zu verhütten, was das Aus dieser Schmelzhütten bedeutete.

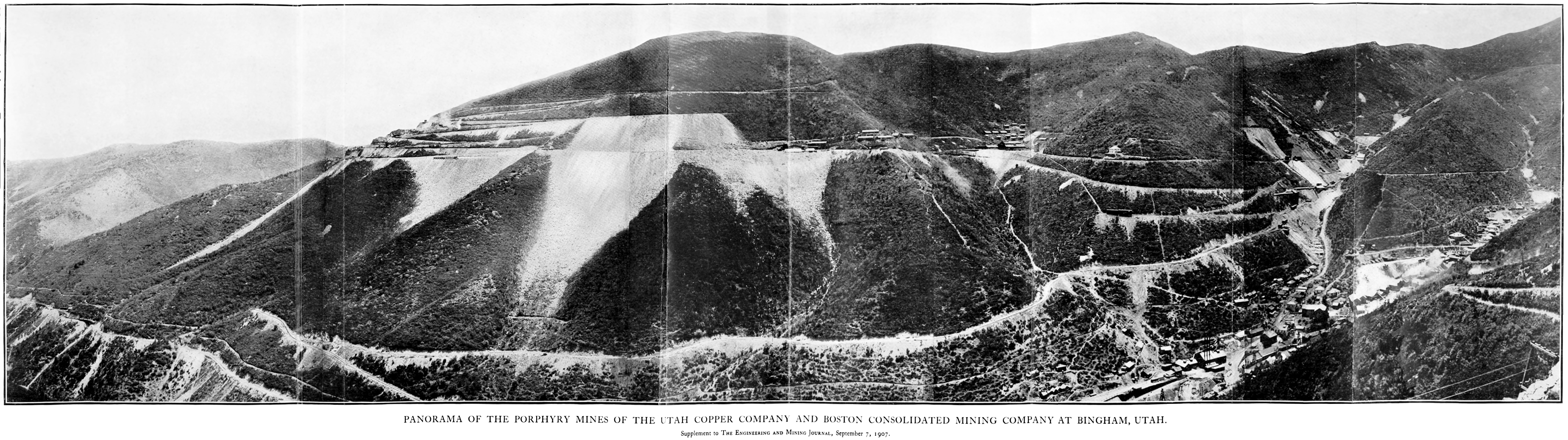
Panorama der Kennecott Utah Copper Company und Boston Consolidated Mining Company im Jahre 1907.

### Zeitraum von 1910 bis 1979
Kennecott Copper Mines wurde aus der Fusion der Utah Copper und Kennecott-Kupferbergbaugesellschaften im Jahre 1910 gebildet. Schon 1912 beanstandeten Umweltschutzorganisationen den massiven Gebrauch von Asbest durch die Bergbaugesellschaft. Beim Gebrauch von Asbest im Schmelzprozess entstehen feinste Partikel, die in die Luft gelangen und die Umwelt und den Menschen schädigen.
Weiterhin wurde die Kennecott Corporation für die Emission von Schwermetallen wie Arsen und Quecksilber verantwortlich gemacht. So zeigten sich im Jahre 1940 die Umweltschutzbehörden besorgt über die Arsen- und Quecksilberemissionen des Bergbaukomplexes, da beide Metalle in größeren Mengen hochgiftig sind.

### Zeitraum zwischen 1980 und 1989
| Jahr | Menge (1 gal = 3,78 l)      | Freigesetzte Substanzen     | Grund     |
| ---- | --------------------------- | --------------------------- | --------- |
| 1989 | 100,000,000 gal (geschätzt) | Brauchwasser reich an Arsen | Unbekannt |

Untersuchungen in den 1980er-Jahren offenbarten Verschmutzungen des Grundwassers durch den Bergbau und das Freisetzen gefährlicher Stoffe. Im Oktober 1986 veranlasste Utah gerichtliche Schritte gegen Kennecott und forderte Schadenersatz für den Verlust und die Zerstörung von natürlichen Ressourcen, insbesondere des Grundwassers.
Weiterhin geht auch eine Gefahr vom Schüttdamm des Absetzbeckens aus, der die Siedlung Magna überragt. Ein ingenieurtechnischer Bericht aus dem Jahre 1988 weist darauf hin, dass dieser bei einem Erdbeben brechen könnte und die immense dort gestaute Menge an giftigen Schlämmen und Abwässern freisetzen würde. Kennecott reagierte mit verschiedenen Strategievorschlägen zur Vermeidung, etwa dem Aufkauf der umgebenden Ländereien und der Investition von 500 Millionen Dollar zur Verstärkung des Dammes; auch konspirierte das Unternehmen mit Vertretern der Bundesbehörden, damit die Bevölkerung nicht auf diesen Bericht aufmerksam wird.

### Zeitraum zwischen 1990 und 1999
| Jahr | Menge (1 gal = 3,78 l)      | Freigesetzte Substanz                      | Grund                     |           |
| ---- | --------------------------- | ------------------------------------------ | ------------------------- | --------- |
| 1999 | 100,000,000 gal (geschätzt) | Brauchwasser reich an Arsen                | Unbekannt                 |           |
| 1998 | Unbekannt                   | Saure Abwässer                             | Verstopfte Leitung        | Unbekannt |
| 1997 | Unbekannt                   | Kupfersulfat                               | Verstopfte Abflussleitung | Unbekannt |
| 1997 | Unbekannt                   | Brauchwasser mit einem pH-Wert von 2.5–4.0 | Gebrochene Pipeline       | Unbekannt |
| 1993 | 45.000 gal                  | Abwässer                                   | Bruch der Transferleitung |           |
| 1991 | 30.000 gal                  | Industrielle Abwässer                      | Line break                |           |

Nachdem im Jahre 1995 durch wissenschaftliche Untersuchungen bewiesen wurde, dass der Bergbau zur Verschmutzung des Grundwassers geführt hat, wurden die Kennecott-Gesellschaften dazu gezwungen, 37 Millionen Dollar zur Kontrolle der Wasserverschmutzung aufzuwenden.
Als Ergebnis des Abflusses von Grubenwässern reich an Selen- und Arsenverbindungen – Selen ist besonders toxisch für Vögel, Fische und Amphibien – starben Anfang der 1990er Jahre 30 % der Fischpopulation der Umgebung. Im Jahr 1995 wurde mit einem Vertrag zwischen Kennecott, der EPA und dem Bundesstaat Utah festgelegt, dass sich die Kennecott-Gesellschaften dazu verpflichten, die Abwässer weiter zu reinigen.

### Zeitraum von 2000 bis 2014
Im Zeitraum zwischen 2000 und 2011 traten in der Bingham-Canyon-Mine mehrmals schädliche Chemikalien aus.
| Jahr | Menge (1 gal = 3,78 l) | Freigesetzte Substanz                    | Ursache                            |
| ---- | ---------------------- | ---------------------------------------- | ---------------------------------- |
| 2011 | 145.424 gal            | Kupferabraum                             | Equipment malfunction              |
| 2011 | 100.000–290.000 gal    | Kupferabraum                             | Unbekannt                          |
| 2011 | 160.000 gal            | Abraum                                   | Unbekannt                          |
| 2010 | 4.000–5.000 gal        | Schwefelsäure                            | Unbekannt                          |
| 2007 | 1.240.000 gal          | Brauchwasser reich an Arsen              | tiefe Temperaturen                 |
| 2006 | 270,000 gal            | Brauchwasser                             | Pumpenausfall                      |
| 2006 | 660.000 gal            | Brauchwasser reich an Arsen              | Gebrochenes Abflussrohr            |
| 2006 | 1.000.000 gal          | Brauchwasser                             | Ausgefallener Sensor               |
| 2004 | 4.000.000 gal          | Brauchwasser reich an Arsen              | Gebrochenes Abflussrohr            |
| 2004 | 2.000.000 gal          | Brauchwasser reich an Arsen              | Gebrochene Brauchwasserleitung     |
| 2004 | 202.000 gal            | Brauchwasser                             | Pipelinebruch                      |
| 2003 | 70 Tonnen              | Kupferkonzentrat                         | Unbekannt                          |
| 2003 | 10,27 Tonnen           | Kupferkonzentrat reich an Arsen und Blei | Pipelinebruch                      |
| 2003 | 240.681 Tonnen         | Kupfer, Arsen und Blei                   | Bruch der Kupferkonzentratpipeline |
| 2002 | 5.800 gal              | Brauchwasser des Schlackenbecken         | Verstopftes Abflussrohr            |
| 2000 | 110 Tonnen             | Erzschlamm                               | Leck in Erzpipeline                |
| 2000 | 18,000 Tonnen          | Schwefelsäure                            | Bruch einer Abdichtung             |

Die EPA schätzt, dass sich im Laufe der Jahre durch zahlreiche Abflüsse und Unfälle eine 72 Meilen große Fahne aus verschmutztem Grundwasser gebildet hat. Langfristig könnte dies dazu führen, dass die Bevölkerung des Salt Lake Valley sich oberflächliche Lösungen ihrer Wasserversorgung suchen muss, da sich durch die fortschreitende Verschmutzung die nutzbaren Grundwasservorräte verknappen.
Im Jahre 2007 überlegte die Kennecott Utah Copper LLC, ihren Grundbesitz Richtung Süden in die Rose-Canyon-Ranch, die Oquirrh Mountains und in den Yellow Fork Canyon im Salt Lake County zu vergrößern. Kennecott besitzt dort Schürfrechte, die auf dem Stock-Raising Homestead Act des Jahres 1916 fußen.
Im Jahre 2008 verklagte der United States Fish and Wildlife Service Kennecott, nachdem mehrere gefährliche Substanzen (Selen, Kupfer, Arsen, Zink, Blei und Cadmium) freigesetzt wurden. Biologen dieser Bundesbehörde wiesen darauf hin, dass diese Chemikalien große Schäden an den verschiedenen Ökosystemen verursachen sowie die Populationen der Zugvögel um den Großen Salzsee beeinträchtigten.
In der nördlichen Zone des Tagebaus bei Magna sammelt das ausgedehnte südliche Absetzbecken den Abraum seit Beginn des großflächigen Abbaues. Kennecott Utah Copper LLC hat um die Genehmigung zur Vergrößerung des Volumens dieses Absetzbeckens ersucht, das eine Kapazität von 1,8 Milliarden Tonnen besitzt und es um 721 Hektar in den Feuchtgebieten südlich des Großen Salzsees zu vergrößern. Die Betreibergesellschaft bekam nach genauerer Beobachtung Zweifel an der Stabilität des Absetzbeckens. Die Salt Lake Tribune veröffentlichte 2007 eine Reportage, welche aufzeigte, dass es der Betreibergesellschaft nicht gelang, Informationen bereitzustellen für mögliche Schäden im Falle, dass das Absetzbecken in Folge eines größeren Erdbebens kollabieren sollte. Im Zeitraum zwischen 2001 und 2009 gab es sechs spürbare Erdbeben der Magnitude 2,3 bis 3,4 in einem Umkreis von nur drei Meilen (etwa 5 Kilometer) von Magna.

## Populärkultur
Der Tagebau Bingham-Canyon-Mine war ein Schauplatz des 1973 gedrehten TV-Films Birds of Prey, bei dem der Protagonist, der Hubschrauberpilot Harry Walker (gespielt von David Janssen) seinen Hughes 500 in den Tagebau lenkt, um die Bösewichte in ihrem Aérospatiale SA 315B Lama zu finden, die sich hinter großen Tagebaugeräten versteckten.